# Galeodes uzbecus
Galeodes uzbecus es una especie de arácnido  del orden Solifugae de la familia Galeodidae.

## Distribución geográfica
Se encuentra en Uzbekistán y Kazajistán.